# Eudorylas ascitus
Eudorylas ascitus är en tvåvingeart som beskrevs av De Meyer 1995. Eudorylas ascitus ingår i släktet Eudorylas och familjen ögonflugor.
Artens utbredningsområde är Israel. Inga underarter finns listade i Catalogue of Life.